# Лабиринт (издательство)
 «Лабиринт Пресс»  — российское издательство, основанное в 1995 году. Специализируется на издании детской литературы.

## Общая информация
Издательство «Лабиринт Пресс» выпускает детскую художественную и обучающую литературу, энциклопедии, книги по психологии, кулинарии и домоводству. Регулярно издательство участвует в крупных российских и международных книжных выставках (Московская международная книжная выставка-ярмарка 2011). В 2011 году «Лабиринт Пресс» получило диплом «За высокие потребительские свойства товаров» на выставке «Игры и игрушки — 2011».

## Приоритетная сфера деятельности
Главным направлением деятельности издательства является выпуск книг для детей от 0 до 7 лет. Наибольшую известность издательству принесли развивающие издания для самых маленьких, сочетающие в себе элементы книги и игры. В 2006 году издательство «Лабиринт Пресс» первым в России стало выпускать книги со встроенным игровым модулем — пианино. С их помощью ребёнок может научиться нотной грамоте, на практике освоить азы фортепианной игры. В книгах-пианино собраны мелодии таких известных композиторов, как Владимир Шаинский («Чунга-Чанга», «Песенка мамонтёнка»), Геннадий Гладков («Расскажи, Снегурочка, где была?»), Евгений Крылатов («Три белых коня», «Крылатые качели»). С 2010 года издательство выпускает уникальные интерактивные книги с объёмными бумажными конструкциями, аналогов которым нет на российском книжном рынке: «Правдивая история деда Мороза», «Бородинская битва.1812».